# Torleiv Corneliussen
Torleiv Schibsted Corneliussen, född 25 juli 1890 i Oslo, död 29 april 1975 i Oslo, var en norsk seglare.
Corneliussen blev olympisk guldmedaljör i segling vid sommarspelen 1912 i Stockholm.